# Georges Straka
Georges Straka (Jiří Straka, en txec) (Tàbor, Bohèmia, Txèquia, 22 d'octubre de 1910 - Lyon, 24 de desembre de 1993) fou un romanista i foneticista francès d'origen txec.

## Vida i obra
Straka va estudiar filologia a partir de 1928 a la Universitat Carolina de Praga, on tingué diversos professors especialistes en fonètica, com ara Josef Chlumský i Maxmilián Křepinský. El 1934 va defensar la tesi doctoral a Praga, amb el títol Contribution à l'étude de l'amuïssement des consonnes finales en ancien français i passà després tres anys de becari a París amb Mario Roques i Oscar Bloch. De 1937 a 1939 fou professor a l'institut francès de Praga però retornà a París on hi havia el govern txec a l'exili. A partir de 1940 fou lector de la Universitat d'Estrasburg, que aleshores s'havia establert a Clermont-Ferrand a causa de la guerra; allí, el 25 de novembre de 1943 fou víctima d'una detenció massiva de la Gestapo i deportat a Buchenwald (gener de 1944-abril de 1945), on es distingí per la seva actitud. Després de l'alliberament rebé la Medalla de la Resistència i la Creu de la Guerra. El 1946 es naturalitzà com a ciutadà francès.
El 1958 va defensar les tesis d'habilitació a la Universitat d'Estrasburg amb els títols Poème contre une mission prêchée à Saint-Etienne (Loire) en 1821, édition d'un texte en dialecte stéphanois avec traduction, commentaire philologique et linguistique et un glossaire i Poèmes du XVIIIe siècle en dialecte de Saint-Etienne (Loire). Edition avec commentaires philologique et linguistique. Glossaire. Restà a la Universitat d'Estrasburg, primer com a ajundant de Paul Imbs, i com a professor de fonètica i de 1966 fins a la jubilació el 1979 com a catedràtic de filologia romànica.
La seva labor a la Universitat d'Estrasburg se centrà en la fonètica, la dialectologia i la lingüística romànica. Fundà a la seva universitat el Institut de phonétique de Strasbourg (IPS) el 1947; el Centre de linguistique romane el 1955. Fou molt actiu en la Société de Linguistique Romane, per a la qual organitzà el congrés de 1962 a Estrasburg; de 1953 a 1980 en fou tresorer i de 1981 a 1992 en fou secretari-administrador, càrrec que comportava el d'editor de la Revue de linguistique romane. El 1963 va fundar la revista Travaux de linguistique et de littérature (TraLiLi), que més tard tingué el títol de Travaux de linguistique et de philologie (TraLiPhi). També mantingué relacions amb altres universitats, particularment amb l'Université Laval del Québec, que el nomenà doctor honoris causa, i entre les seves amistats personals hi hagué Kurt Baldinger i Antoni M. Badia.
Fou membre corresponent de l'Académie des inscriptions et belles-lettres (1974), de l'Académie royale des Sciences, des Lettres et des Beaux-Arts de Belgique (1970), de la Heidelberger Akademie der Wissenschaften (1980) i de l'acadèmia finesa de ciències. El 1993 rebé la medalla d'or de la Universitat de Brno.

### Straka i la catalanística
Tot i que la recerca de Straka no tingué particularment per objecte la llengua catalana, sí que tingué relacions amb els filòlegs catalans (entre ells també Aina Moll, a més del ja mencionat Badia) i havia participat, com havia fet amb gairebé tots els de la Société de Linguistique Romane, al Congrés Internacional de Lingüística i Filologia Romàniques de Barcelona (1953). Això el dugué a organitzar, el 1968, el col·loqui sobre la lingüística catalana al Centre de Linguistique Romane de la Universitat d'Estrasburg. Tot i que aquell col·loqui no estava previst com a primer col·loqui d'una sèrie, fou l'embrió que desembocà després en un segon col·loqui a Amsterdam (1970) i a la fundació oficial de l'Associació Internacional de Llengua i Literatura Catalanes el 1973 en un tercer col·loqui a Cambridge.
El col·loqui d'Estrasburg es desenvolupà i publicà en la major part en francès, tot i que s'organitzà una excepció amb una de les conferències, en català.
Georges Straka fou nomenat conseller d'honor de l'Associació el mateix 1973, en reconeixement de la seva ajuda.

## Publicacions
- L'argot tchèque du camp de Buchenwald, in: Revue des études slaves 22, 1946, p. 105–116
- L'arrivée à Buchenwald, in: Témoignages Strasbourgeois: De l'Université aux Camps de Concentration, Estrasburg, 1947, p. 77–91
- Poème contre une mission prêchée à Saint-Etienne (Loire) en 1821, édition d'un texte en dialecte stéphanois avec traduction, commentaire philologique et linguistique et un glossaire. París 1954.
- Poèmes du XVIIIe siècle en dialecte de Saint-Etienne (Loire). Edition avec commentaires philologique et linguistique. Glossaire, París 1964
- amb Péla Simon: Quarante ans d'études de linguistique et de philologie à l'université de Strasbourg (1919–1959), Lovaina 1960
- Les Sons et les mots. Choix d'études de phonétique et de linguistique, París 1979 (recull d'articles menors; amb una bibliografia de Straka p. 13–28)

### Notícies necrològiques
- Pierre Swiggers: Georges Straka, notice biographique et bibliographique, Lovaina 1993
- Pierre Swiggers: Georges Straka (1910–1993), in: Orbis 37, 1994, p. 593–602
- Kurt Baldinger: Georges Straka, in: Zeitschrift für romanische Philologie 110, 1994, p. 803–810
- Albert Henry: Georges Straka, in: Bulletin de l'Académie royale de Belgique. Classe des lettres, 6e Série, vol. 5, 1994, p. 43–46
- Zdenka Stavinohová: In memoriam Professeur PhDr Georges Straka, in: Etudes Romanes de Brno 15, 1994, p. 7-8